# Токсичність вибухових речовин
Токсичність вибухових речовин (рос. токсичность взрывчатых веществ, англ. toxicity of explosives, нім. Toxizität f der Sprengstoffe,  Toxizität f der Explosivstoffe) – здатність вибухових речовин (ВР) або продуктів їх вибуху шкідливо впливати на організм людини. 
Отруєння може настати внаслідок вдихання їх пари, пилу або потрапляння на шкіру (напр., тетрилгексогену), а при вибухах – від вдихання токсичних продуктів вибуху (оксидів і діоксидів вуглецю і азоту, нітрилів, парів нітрогліцерину і інш.). Гострі отруєння супроводжуються головним болем, запамороченням, печією в горлі і шлунку, у важких випадках можливі непритомність, шум у вухах, нудота, блювання, світлобоязнь і розлади зору, паралічі (особливо очних м'язів). При хроніч. впливі підвищених концентрацій спостерігаються головні болі, розлад травлення, діурез. У зв'язку з цим санітарними нормами регламентується вміст найбільш токсичних компонентів ВР в атмосфері в місцях їх виготовлення. ГДК тринітротолуолу в повітрі виробничих приміщень становлять 0,5 мг/м3 (максимально-разова) і 0,1 мг/м3 (середньозмінна), гексогену – 1,0 мг/м3, оксиду вуглецю - 20 мг/м3, сумарних оксидів азоту 5 мг/м3 (діоксиду 2 мг/м3), пилу свинцю 0,01 мг/м3. 
Профілактичні заходи зводяться до герметизації виробничих процесів, вентиляції приміщення, дотримання правил особистої гігієни, застосування індивідуальних засобів захисту (респіраторів, рукавичок, нарукавників, спецодягу, спец. захисних мазей і інш.). Найбільш ефективні заходи, що дозволяють знизити вміст токсичних газоподібних продуктів вибуху і пилу в повітрі – застосування на підземних роботах ВР з нульовим кисневим балансом, при якому виділяються нешкідливі продукти вибуху; використання зарядів з гідрозабійкою; провітрювання в поєднанні із застосуванням туманоутворювачів і зрошувачів. 